# (4102) Gergana
(4102) Gergana es un asteroide perteneciente al cinturón de asteroides, descubierto el 15 de octubre de 1988 por Violeta G. Ivanova desde el Observatorio Astronómico Nacional de Bulgaria, Smolyan, Bulgaria.

## Designación y nombre
Designado provisionalmente como 1988 TE3. Fue nombrado Gergana en homenaje a “Gergana Georgieva Gelkova” sobrina nieta de la descubridora, pero  también hace honor a los padres de la descubridora, combinando sus nombres de pila “Georgy” y “Ana”.